# Ninette
Ninette és una pel·lícula de cinema espanyola dirigida per José Luis Garci i estrenada en 2005.

## Argument
Ninette Sánchez (Elsa Pataky) és una intel·ligent, sexy, graciosa i espontània noia parisenca que treballa en les Galeries Lafayette. Amb la seva naturalitat i bellesa té enamorat al personal, sobretot a Andrés (Carlos Hipólito), un humil venedor espanyol que cau rendit als seus múltiples encants. Però els pares de la noia, Pedro (Fernando Delgado) i Bernarda (Beatriz Carvajal) no li ho posaran fàcil.

## Comentaris
Basada en les obres de teatre Ninette y un señor de Murcia i Ninette, modas de París, de Miguel Mihura. Es va invertir un pressupost de 600.000 euros per a promocionar la pel·lícula. El primer paper protagonista de l'actriu Elsa Pataky va ser molt ben rebut per la crítica que van veure en ella una actriu amb aptituds còmiques.

## Repartiment
- Carlos Hipólito - Andrés
- Elsa Pataky - Alejandra 'Ninette'
- Enrique Villén - Armando
- Beatriz Carvajal - Madame Bernarda
- Fernando Delgado - Monsieur Pierre
- Mar Regueras - Maruja
- Miguel Rellán - Don Roque
- Javivi - Vecino de Ninette / Director de l'hotel
- Carlos Iglesias - Jugador de mus
- Eduardo Gómez - Jugador de mus
- Jorge Roelas - Jugador de mus
- Luis José Ventin
- María Elena Flores - Melchora

## Palmarès cinematogràfic
XX Premis Goya
| Categoria                   | Persona                           | Resultat  |
| --------------------------- | --------------------------------- | --------- |
| Millor actor de repartiment | Enrique Villén                    | Candidat  |
| Millor guió adaptat         | José Luis Garci Horacio Valcárcel | Candidats |
| Millor música original      | Pablo Cervantes                   | Candidat  |
| Millor fotografia           | Raúl Pérez Cubero                 | Candidat  |
| Millor muntatge             | Miguel González-Sinde             | Candidat  |
| Millor direcció artística   | Gil Parrondo                      | Guanyador |
| Millor so                   | M. Rejas J. A. Bermúdez           | Candidats |

Medalles del Cercle d'Escriptors Cinematogràfics
| Categoria                | Persona                           | Resultat |
| ------------------------ | --------------------------------- | -------- |
| Millor actriu secundària | Beatriz Carvajal                  | Nominada |
| Millor guió adaptat      | José Luis Garci Horacio Valcárcel | Nominats |
| Millor fotografia        | Raúl Pérez Cubero                 | Nominat  |